# Améloblastome
 Mise en garde médicale
L'améloblastome, dénommé adamantinome (du mot grec adamantinos, signifiant « très dur ») jusqu'aux années 1930, est une tumeur bénigne rare des maxillaires qui se place dans la région des molaires et vers le maxillaire inférieur. Cette maladie détruit le tissu osseux et la gencive. L'affection est pour la première décrit par Fischer en 1913,.
Les patients présentent typiquement un gonflement avec ou sans douleur. Les patients sont âgés de la vingtaine ou de la trentaine, mais l'adamantinome peut survenir à tout âge. En guise de traitement, une ablation chirurgicale protège des récidives.